# Битва при Монте-Ортигара
Битва при Монте-Ортигара (ит. Battaglia del monte Ortigara) — одно из сражений между итальянскими и австро-венгерскими войсками, состоявшееся 10—23 июня 1917 года во время Первой мировой войны.

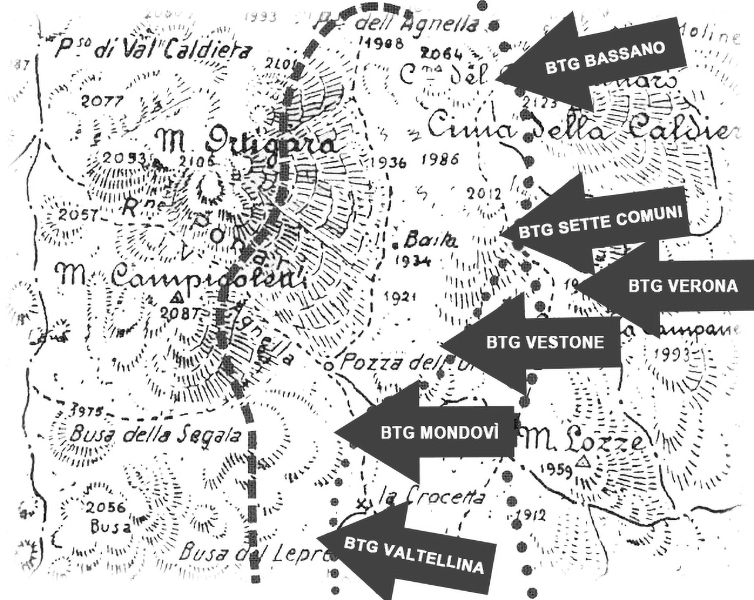
Карта наступления

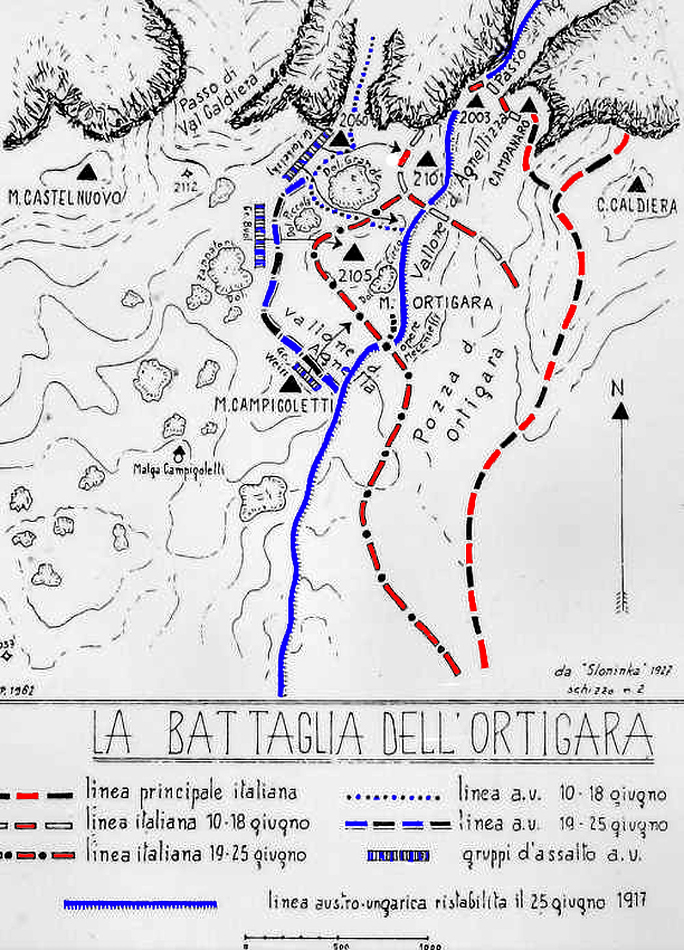
Рубежи продвижения войск

Битва при Монте-Ортигара, началась сразу же после завершения Десятой битвы при Изонцо. Итальянцы решили начать наступление, поскольку группировка австро-венгерских войск в этом горном районе создавала угрозу итальянским армиям на Изонцо. Итальянское командование ставило задачу овладеть горой Монте-Ортигара, у Азиаго.
Сражение готовилось значительными силами (300 тысяч человек при 1600 артиллерийских орудиях), сосредоточенными на узком участке фронта протяженностью всего несколько километров. Итальянцам противостояло 100 000 австро-венгров с 500 орудиями. Австро-венгры ожидали наступления, поэтому неожиданности не было. 
Наступление началось 10 июня и велось силами четырёх корпусов 6-й армии. После ожесточенных и кровопролитных боев 52-й альпийской дивизии удалось захватить вершину горы Ортигара. Австро-венгерское командование быстро перебросило многочисленные подкрепления. 25 июня 11 итальянских батальонов, удерживавших вершину, подверглись атаке австро-венгерских ударных войск, которые отбили ее, несмотря на упорное сопротивление итальянцев.
23 июня, видя бесперспективность атак, итальянское командование отдало приказ об окончании наступления. Командующий 6-й итальянский армией генерал Этторе Мамбретти был признан ответственным за тяжелые потери и отстранен от командования.